# Mallam Yahaya
Mallam Yahaya (Kumasi, 31 dicembre 1974) è un ex calciatore ghanese, di ruolo centrocampista.

## Carriera

### Club
Ha giocato nel campionato ghanese, in quello italiano (dove ha vestito la maglia del Torino se pur senza scendere in campo), in quello tedesco e polacco.

### Nazionale
Con la maglia della nazionale ha esordito nel 1995, venendo convocato per le Olimpiadi 1996 e la Coppa d'Africa dello stesso anno.

## Palmarès

### Club

#### Competizioni nazionali
- Campionato tedesco: 2

Borussia Dortmund: 1994-1995, 1995-1996
- Supercoppa di Germania: 2

Borussia Dortmund: 1995, 1996